# I was a Swiss Banker
I was a Swiss Banker ist ein 2007 erschienener Fantasyfilm des Regisseurs Thomas Imbach mit Beat Marti in der Hauptrolle. Die Uraufführung des Films fand am 12. Februar 2007 im Rahmen der Berlinale statt.

## Handlung
Der erfolgreiche Schweizer Jung-Banker Roger Caviezel schmuggelt seit längerem das Schwarzgeld seiner deutschen Kunden über die Grenze. Als er bei einer Grenzkontrolle in seinem Fahrzeug angehalten wird, flüchtet er sich – da die Polizei ihn verfolgt – mit der Geldtasche in den Bodensee. Dieser jedoch ist von mystischen Wesen bevölkert. Der Banker wettet mit einer Hexe, in maximal drei Versuchen seine wahre Liebe finden zu können. Als seine Flirts mit einer Schäferin, einer blonden Verführerin und einer Kellnerin scheitern und er feststellt, dass er sich nicht aus den Fängen der aufdringlichen Hexe befreien kann, besucht er seine Bündner Heimat. Dort verliebt er sich auf dem Hof seiner Grossmutter in eine türkische Angestellte, was ebenfalls nicht von Dauer ist. Nachdem er sich mit dem Fallschirm vor der Hexe in Sicherheit begeben konnte, verzaubert ihn eine andere Begleiterin, die Meerjungfrau in Lara-Croft-Montur. Aus ihr wird seine Geliebte Patricia, mit der Roger sein neues Glück als Strandbadbetreiber am Genfersee findet.

## Hintergrund
Die märchenhafte Handlung ist an Die kleine Meerjungfrau von Hans Christian Andersen angelehnt und die weiblichen Hauptfiguren werden von skandinavischen Schauspielerinnen verkörpert. Im Film wird ein sommerlicher Streifzug durch die Schweizer Landschaft unternommen, wobei besonders träumerische Unterwasseraufnahmen von Seen und Flüssen hervorstechen.

## Kritiken
„Eine in erfrischend sinnlichen Bildern entwickelte, verspielt-märchenhafte Suche nach der eidgenössischen Identität, die in mannigfaltiger Form ein Loblied auf das gleichberechtigte Nebeneinander anstimmt.“